# بيك بينيت
بيك بينيت (بالإنجليزية: Beck Bennett) مواليد (8 أكتوبر، 1984)، ممثل، كاتب وكوميدي أمريكي. إشتهر بدوره في إعلان شركة "AT&T"، وأداءهُ مع مجموعة «الجيران الطيبين» الكوميدية، مسلسل أرستد ديفلوبمينت، ودوره الحالي في برنامج المنوعات الكوميدي ساترداي نايت لايف على قناة «NBC».

## نشأته
ولد بينيت في ويلميت، الينوي، والديه سارة وآندي بينيت. تخرج من مدرسة «نيو تراير هاي» الثانوية في 2003. وارتاد جامعة كاليفورنيا الجنوبية للفنون.

## سيرته المهنية
- زولاندر 2 (2016)
- ذا ليت بلومر (2016)

## وصلات خارجية
- بيك بينيت على موقع IMDb (الإنجليزية)
- بيك بينيت على موقع ميوزك برينز (الإنجليزية)
- بيك بينيت على موقع أول موفي (الإنجليزية)
- بيك بينيت على موقع قاعدة بيانات الفيلم (الإنجليزية)